# Lohovska Brda
Lohovska Brda (szerbül: Лоховска Брда) falu Bosznia-Hercegovinában, Bihács községben, a Bosznia-hercegovinai Föderáció Una-Szanai kantonjában. 

## Fekvése
Bihács központjától légvonalban 9, közúton 14 km-re délkeletre, az Una partján fekszik. A település részben a Plješevica lejtőin, részben egy teraszos karsztsíkságon jött létre, melyet a sziklás talajba mélyen bevágó Una völgye szel át. A falu közelében az Una két nagy vízesése, a Troslap és a Dvoslap található. Területét több forrásvíz öntözi.

## Népessége
| Nemzetiségi csoport | Népesség 1991 | Népesség 2013 |
| ------------------- | ------------- | ------------- |
| Szerb               | 0             | 40            |
| Bosnyák             | 0             | 107           |
| Horvát              | 0             | 3             |
| Jugoszláv           | 0             | 0             |
| Egyéb               | 0             | 4             |
| Összesen            | 0             | 154           |

## Története
Lakói egyaránt foglalkoznak mezőgazdasággal és állattenyésztéssel. A faluban malmok működtek, és volt aki halászatból élt. A Lohovska Brda korábban Ripač határőr településéhez tartozott, melynek jobbágyai a határ mentén így jobban voltak védettek a gyakori lopásoktól.
Az 1990-es évekre elnéptelenedett falut a boszniai háború után telepítették újra.

## Nevezetességei
A Gradina nevű hegy tetején őskori erődítmény maradványai találhatók. Radímsky ezt a helyet tévesen Ripač várával azonosította. Két méter magas kőfalai egy ovális alakú területet kerítenek be, melynek hosszabik átmérője 170 méter, a rövidebb átmérője pedig 90 méter. A maradványok délnyugat-északkeleti tájolásúak. Az északnyugati oldalán dupla védőfalak találhatók. A bejárat a délnyugati oldalon volt, ettől valamivel keletre egy 4 méter magas, 6 méteres átmérőjű, kőből épített tumulus található. A maradványokat vaskorinak tartják.